# Conor Casey
Conor Patrick Casey (Dover (Nuevo Hampshire),  Estados Unidos, 25 de julio de 1981) es un exfutbolista y entrenador estadounidense. Es el actual entrenador del Charleston Battery de la USL Championship. 
Como jugador se desempeñó en la posición de delantero, en clubes de la Bundesliga alemana y la Major League Soccer hasta su retiro en el Columbus Crew SC en 2016. 
Fue internacional absoluto con la selección de Estados Unidos entre los años 2004 y 2010, con la que jugó 19 encuentros y anotó 2 goles.

## Trayectoria

### Como jugador
Conor Casey empezó su carrera futbolística en el equipo de fútbol de la Universidad de Portland (Portland Pilots), mientras cursaba sus estudios de filosofía. Allí fue elegido mejor jugador novato del año. En 2000 se marchó a Alemania, donde se unió al Borussia de Dortmund.
Al año siguiente se marchó cedido una temporada al Hannover 96, que pagó 200000 euros por la cesión. En esa campaña Conor Casey ayudó al club a conseguir el ascenso a la 1. Bundesliga jugando 19 partidos en los que anotó en siete ocasiones.
En 2003, ante la falta de oportunidades (solo disputó cuatro partidos en la temporada anterior con el Borussia), volvió a irse cedido, esta vez al Karlsruher SC, que pagó también 200000 euros para poder contar con el jugador esa temporada.
En 2004 fichó por el 1. FSV Maguncia 05 (0,5 millones de euros), que acababa de ascender a la máxima categoría del fútbol alemán. En las dos temporadas en las que Conor Casey permaneció allí se logró el objetivo de la permanencia.
En febrero de 2007 se marchó a Canadá para fichar por el Toronto FC. Poco después, el 19 de abril, firmó un contrato con el Colorado Rapids estadounidense (el traspaso le costó a Riley O'Neill más una cantidad de dinero no revelada). Tres días más tarde hizo su debut con el equipo en un partido contra el FC Dallas. En 2008 marcó 11 goles, convirtiéndose en el máximo goleador del equipo y el sexto de la competición. El 16 de noviembre de 2012 fue liberado por los Rapids.
El 14 de diciembre de 2012, Casey fue seleccionado por el Philadelphia Union en la primera ronda del Re-Entry Draft de la MLS 2012.
Luego de tres temporadas en Philadelphia, Casey fichó por el Columbus Crew SC el 26 de enero de 2016, donde se retiró al término de la temporada.

### Como entrenador
El 26 de enero de 2017, Casey fue nombrado entrenador asistente del Colorado Rapids. Y el 1 de mayo de 2019, tras el despido de Anthony Hudson, fue nombrado entrenador interino del club.
En diciembre de 2021, Casey anunció que acordó ser el nuevo entrenador del Charleston Battery de la USL Championship.

## Selección nacional
Participó en el Torneo masculino de fútbol en los Juegos Olímpicos de Sídney 2000, en donde fue titular indiscutible (jugó todos los encuentros) y ayudó a su equipo a quedar en cuarta posición. 
Con las categorías inferiores jugó la Copa Mundial de Fútbol Juvenil de 2001.
Ha sido internacional con la selección de fútbol de Estados Unidos en 19 ocasiones. Su debut con la camiseta nacional se produjo el 31 de marzo de 2004 en el partido amistoso Polonia 0-1 Estados Unidos.
Se proclamó campeón de la Copa de Oro de la CONCACAF 2005, aunque Conor Casey solo pudo disputar el encuentro contra Cuba (4-1), ya que en ese partido se lesionó de gravedad (rotura de ligamentos). Esa lesión, que requirió pasar por quirófano, le mantuvo apartado de los terrenos de juego hasta marzo del año siguiente.
Disputó cuatro encuentros en la Copa FIFA Confederaciones 2009, torneo en el que su selección consiguió la segunda plaza.

### Participaciones en Copas del Mundo
| Mundial                                | Sede      | Resultado        |
| -------------------------------------- | --------- | ---------------- |
| Copa Mundial de Fútbol Juvenil de 2001 | Argentina | Octavos de final |

### Participaciones Internacionales
| Torneo                          | Sede           | Resultado  |
| ------------------------------- | -------------- | ---------- |
| Copa de Oro de la Concacaf 2005 | Estados Unidos | Campeón    |
| Copa Confederaciones 2009       | Sudáfrica      | Subcampeón |

## Clubes

### Como jugador
| Club               | País           | Año       |
| ------------------ | -------------- | --------- |
| Borussia Dortmund  | Alemania       | 2000-2001 |
| Hannover 96        | Alemania       | 2001-2002 |
| Borussia Dortmund  | Alemania       | 2002-2003 |
| Karlsruher SC      | Alemania       | 2003-2004 |
| 1. FSV Maguncia 05 | Alemania       | 2004-2006 |
| Toronto FC         | Canadá         | 2007      |
| Colorado Rapids    | Estados Unidos | 2007-2012 |
| Philadelphia Union | Estados Unidos | 2013-2015 |
| Columbus Crew      | Estados Unidos | 2016      |

### Como entrenador
| Club                                 | País           | Año           | PJ | PG | PE | PP | Efectividad |
| ------------------------------------ | -------------- | ------------- | -- | -- | -- | -- | ----------- |
| Colorado Rapids (segundo entrenador) | Estados Unidos | 2017 - 2019   |    |    |    |    |             |
| Colorado Rapids (interino)           | Estados Unidos | 2019          | 19 | 7  | 5  | 7  | 45.61%      |
| Charleston Battery                   | Estados Unidos | 2021-presente |    |    |    |    |             |

## Palmarés

### Títulos nacionales
| Título                                | Club            | País           | Año  |
| ------------------------------------- | --------------- | -------------- | ---- |
| Major League Soccer: Conferencia Este | Colorado Rapids | Estados Unidos | 2010 |
| Copa MLS                              | Colorado Rapids | Estados Unidos | 2010 |

### Títulos internacionales
| Título                     | Equipo | Sede           | Año  |
| -------------------------- | ------ | -------------- | ---- |
| Copa de Oro de la Concacaf |        | Estados Unidos | 2005 |